# Наградить (посмертно)
«Наградить (посмертно)» — советский героико-приключенческий художественный фильм 1986 года режиссёра Бориса Григорьева.

## Сюжет
1945 год, только что закончилась Великая Отечественная война. Советский разведчик Юрий Соснин (Александр Тимошкин) считается погибшим и награждён посмертно, но на самом деле он потерял память и оказался в госпитале без документов, не помня, кто он и откуда. После выписки из госпиталя он устраивается работать водителем. Узнав, что Соснин ничего не помнит, воровка Лёлька (Марина Яковлева) придумывает ему вымышленную воровскую биографию, и, выдав себя за его сестру, втягивает в банду, но друг детства Юрия, Андрей Калашников (Евгений Леонов-Гладышев), с которым они вместе воевали на фронте, случайно увидев водителя бандитов, узнаёт его. Вместе с полковником Архиповым (Михаил Жигалов) и профессором Добровольским (Юрий Катин-Ярцев) Калашников придумывает, как вернуть Соснину память.

## В ролях
| Актёр                   | Роль                                                 |
| ----------------------- | ---------------------------------------------------- |
| Александр Тимошкин      | Юрий Соснин, он же Володя                            |
| Евгений Леонов-Гладышев | Андрей Калашников (Леонид Белозорович — озвучивание) |
| Марина Левтова          | девушка Юрия Ирина Алексеева                         |
| Георгий Юматов          | художник Кирилл Сергеевич                            |
| Марина Яковлева         | воровка «Лёлька» Оля                                 |
| Владимир Стеклов        | бандит «Скула» Иван Барабанов                        |
| Михаил Жигалов          | полковник милиции Архипов                            |
| Георгий Дрозд           | главарь банды «Щербатый»                             |
| Юрий Катин-Ярцев        | профессор медицины Добровольский                     |
| Виктор Шульгин          | директор банка                                       |
| Владимир Смирнов        | Алексей Павлович                                     |
| Ян Янакиев              | бандит по кличке «Бриллиант» кассир банка            |
| Алексей Локтев          | бандит                                               |
| Константин Бердиков     | бандит                                               |
| Владимир Сичкарь        | бандит                                               |
| Иван Косых              | точильщик бандит                                     |
| Владимир Никитин        | сотрудник уголовного розыска                         |
| Александр Новиков       | лейтенант                                            |
| Борис Клюев             | новый хозяин дома Сосниных                           |
| Муза Крепкогорская      | женщина на пароме                                    |
| Инна Выходцева          | женщина с бельем                                     |
| Борис Григорьев         | старый солдат на пароходе                            |
| Эрвин Кнаусмюллер       | немецкий офицер                                      |
| Владимир Епископосян    | прохожий, позирующий художнику                       |

## Съёмочная группа
- Режиссёр: Борис Григорьев
- Автор сценария: Сергей Александров
- Оператор: Валерий Гинзбург
- Художник: Ольга Кравченя
- Композитор: Георгий Дмитриев
- Звукорежиссёр: Дмитрий Боголепов